# Euphorbia peisonis
Euphorbia peisonis là một loài thực vật có hoa trong họ Đại kích. Loài này được Rech.f. mô tả khoa học đầu tiên năm 1925.